# Tabocas do Brejo Velho
Tabocas do Brejo Velho is een gemeente in de Braziliaanse deelstaat Bahia. De gemeente telt 12.608 inwoners (schatting 2009).